# Emydura subglobosa
Espèce
Synonymes
- Euchelymys subglobosa Krefft, 1876
- Emydura albertisii Boulenger, 1888
- Tropicochelymys worrelli Wells & Wellington, 1985

Statut de conservation UICN

 LC  : Préoccupation mineure
Emydura subglobosa est une espèce de tortue de la famille des Chelidae.

## Distribution
Cette espèce se rencontre au Queensland et dans le Territoire du Nord en Australie et en Nouvelle-Guinée en Indonésie et en Papouasie-Nouvelle-Guinée :
- Emydura subglobosa subglobosa se rencontre au Queensland en Australie et en Nouvelle-Guinée en Indonésie et en Papouasie-Nouvelle-Guinée ;
- Emydura subglobosa worrelli se rencontre au Queensland et dans le Territoire du Nord en Australie.

## Liste des sous-espèces
Selon TFTSG (20 mai 2011) :
- Emydura subglobosa subglobosa (Krefft, 1876)
- Emydura subglobosa worrelli (Wells & Wellington, 1985)

## Publications originales
- Krefft, 1876 : Notes on Australian animals in New Guinea with description of a new freshwater tortoise belonging to the genus Euchelymys. Annali del Museo Civico di Storia Naturale de Genova, ser. 1, vol. 8, p. 390-394 (texte intégral).
- Boulenger , 1888 : On the chelydoid chelonians of New Guinea. Annali del Museo civico di storia naturale di Genova, ser. 2A, vol. 6, p. 449-452 (texte intégral).
- Wells & Wellington, 1985 : A classification of the Amphibia and Reptilia of Australia. Australian Journal of Herpetology, Supplemental Series, vol. 1, p. 1-61 (texte intégral).